# نوکسیپتیلین
نوکسیپتیلین (انگلیسی: Noxiptiline) نوعی داروی ضدافسردگی سه حلقه ای است.